# Hieronymus Haubold
Hieronymus Haubold, (auch: Haugwaldt; * um 1535 in Frankenberg/Sa.; † 1579 in Eferding) war ein deutscher Pädagoge und lutherischer Theologe.

## Leben
Haubold studierte ab dem 13. Mai 1556 an der Universität Wittenberg, erlangte im August 1558 den akademischen Grad eines Magisters und wurde 1562 Professor an der Philosophischen Fakultät der Universität Greifswald. 1566 übernahm er die Stelle des Rektors der Landesschule in Geringswalde und bekam als Gnesiolutheraner 1568 Probleme mit August von Sachsen, der ihn aufgrund seiner theologischen Haltung verfolgte.
Er floh nach Mittweida, wo seine Frau (geb. Flieher) das erste Kind erwartete. Über Weimar weiterziehend, nahm er in Regensburg abermals eine Anstellung als Rektor am Gymnasium poeticum an. Dennoch blieb er auch dort nicht lange. Er zog nach Klagenfurt weiter, wo ihm das gleiche Schicksal der Ablehnung widerfuhr wie zuvor. Er wechselte in das Predigeramt, welches er bis zu seinem Lebensende bekleidete. Haubold war in die konfessionellen theologischen Auseinandersetzungen seiner Zeit involviert und vertrat den frühen lutherisch orthodoxen Standpunkt der reinen Lehre Martin Luthers. In seiner Geringswalder Zeit verfasste er eine Schulchronik.
Auf Haubold geht die nach seinem Tod 1582 veröffentlichte Formula Veritatis zurück, die er in Eferding verfasste.

## Werke
- (Hauptverfasser von:) Formula veritatis. Warhafftige un[d] gründliche Außführung des hohen vnnd wichtigen Religionsstreits von der Erbsünde. Sampt einer vorgehenden Supplication und Erbieten an alle Christliche Hohen und Niderstands der Augsp. Confeßion verwandten Personen, von etlichen Theologen, so vorgemelter Confeßion zugethan. Psalm 119..., o. O. 1582